# Hyacinthe de Kerguelen de Kerbiquet
Pour les autres membres de la famille, voir famille de Kerguelen de Kerbiquet.
Hyacinthe de Kerguelen de Kerbiquet (1637-?) est un frère capucin ayant pris l'habit religieux le 25 juillet 1656. Il se fait appeler « Père Hyacinthe de Quimper ».

## Biographie
C'est un missionnaire. Il occupe à deux reprises la position de supérieur de l'hospice de Tripoli au Levant, notamment vers 1683.
Il arrive en 1689 à l'île Bourbon (l'actuelle île de La Réunion) pour assurer l'instruction religieuse de la jeune colonie. Il devient « curé de Bourbon ». 
Il s'oppose au gouverneur de l'île, Henri Habert de Vauboulon, lui reprochant ses agissements brutaux et vexatoires envers la population, et organise son arrestation en novembre 1690. Il refuse ensuite d'être élu « Commandant » par les habitants, laissant cette charge à Michel Firelin, âgé seulement de 24 ans. Durant les années qui suivent, le père Hyacinthe continue cependant à exercer une importante autorité morale et politique sur la colonie.
Le Père Hyacinthe est ramené en France en 1697 pour être jugé à Rennes avec cinq autres personnes, accusé « d'avoir arrêté M. de Vauboulon gouverneur pour le Roi, de l'Ile Bourbon, de l'avoir mis dans un cachot où il est mort et d'avoir fait fusiller son valet ». Alors que l'accusé principal, Michel Firelin, est condamné à la pendaison et ses autres complices aux galères, le verdict d'enfermement à vie est prononcé contre le Père Hyacinthe. 
Il finit sa vie au couvent des capucins de Hennebont.
Un cône volcanique et le village proche, situés sur le territoire de la commune du Tampon, portent en son honneur le nom de Piton Hyacinthe. 

## Famille
Il est le fils d'un des conseillers présidial de Quimper né en 1610.
Le Père Hyacinthe est le grand-oncle de l'officier de marine Yves Joseph de Kerguelen de Trémarec qui découvrit les îles qui portent son nom.